# 日產March Turbo
日產March Turbo乃是由日本日產汽車公司設計製造、從日產March第一代K10型衍生出來的三門掀背車。

## 歷史
- 1985年5月：第一代K10型小改款，新發表三門掀背車造型的「Turbo」，配備五速手速變速系統的原廠代號為K10GFTI，三速自排的則為K10GATI。

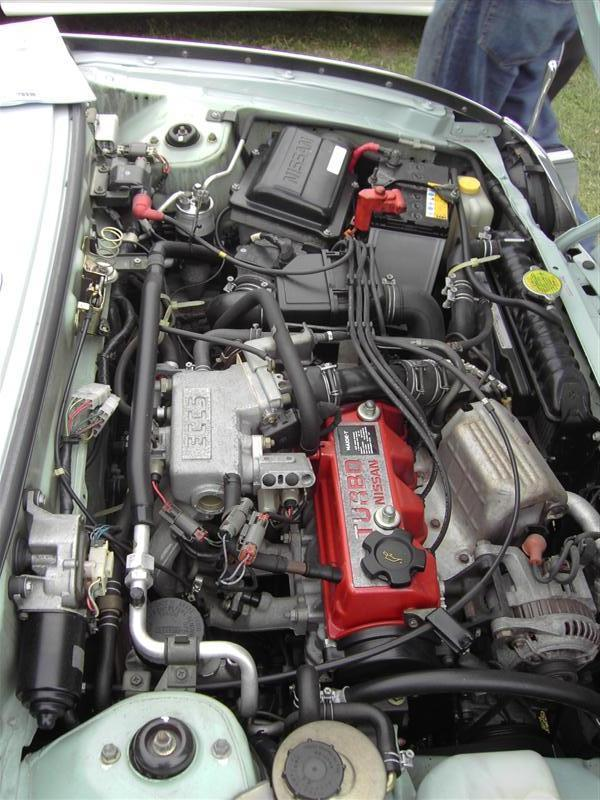
MA10ET型引擎

- 1987年8月：採用新設計之方向盤、按鈕與皮椅材質，搭載MA10ET型引擎的車型並附有動力方向盤，變更怠速迴轉數補正裝置及調整最佳空氣燃燒比例，且停用EGR裝置。
- 1988年1月：小改款，採用名為「ECCS」（Electronic Conetrated Engine Control System之縮寫）的行車電腦，加上新開發之小型渦輪增壓器，使得最大馬力達到85ps、最大扭力12.0kgm。新設計的U字型進氣歧管增強瞬間爆發力與低轉速域的扭力，輪胎與輪框尺寸加大，並改為雙排氣尾管。外觀方面為專用空力套件，且前保桿附有兩顆圓形鹵素霧燈。
- 1991年12月：隨著第一代K10型而停止製造銷售。

## 內部連結
- 日產March
- 日產March R
- 日產March Super Turbo